# Brad Thiessen
Brad Thiessen (* 19. März 1986 in Aldergrove, British Columbia) ist ein ehemaliger kanadischer Eishockeytorwart und derzeitiger -trainer. Er bestritt fünf Partien für die Pittsburgh Penguins in der National Hockey League (NHL), verbrachte jedoch den Großteil seiner Karriere in nordamerikanischen Minor Leagues, vor allem der American Hockey League (AHL), wo er fast 300 Spiele absolvierte.

## Karriere

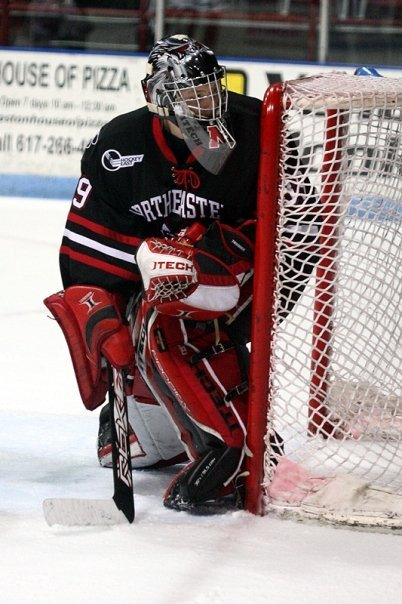
Thiessen im Trikot der Northeastern University (2008)

Brad Thiessen war während seiner Juniorenzeit zunächst von 2003 bis 2006 in der British Columbia Hockey League für die Penticton Panthers, Prince George Spruce Kings und Merritt Centennials aktiv. Im Anschluss begann er ein Studium an der Northeastern University und spielte Eishockey für deren Mannschaft, die Northeastern Huskies, in der Hockey East, einer Division der National Collegiate Athletic Association.
Bereits in seiner Debütsaison in der Hockey East gelang dem Kanadier der Durchbruch in der Universitätsliga, als Thiessen über 92 Prozent der Schüsse auf sein Gehäuse parierte. Er blieb auch in den folgenden beiden Spielzeiten unangefochtener Stammtorhüter der Huskies und absolvierte eine erfolgreiche Saison 2008/09, die der Linksfänger mit mehreren individuellen Auszeichnungen, unter anderem als wertvollster Spieler der Hockey East, beendete. Seine 41 Einsätze in der Spielzeit 2008/09 waren außerdem die zweitmeisten innerhalb der NCAA, lediglich Alex Stalock mit 42 Einsätzen für die University of Minnesota Duluth war erfolgreicher. Weiters wurde er als einer von drei Finalisten für den Hobey Baker Memorial Award nominiert, den Verteidiger Matt Gilroy gewann.

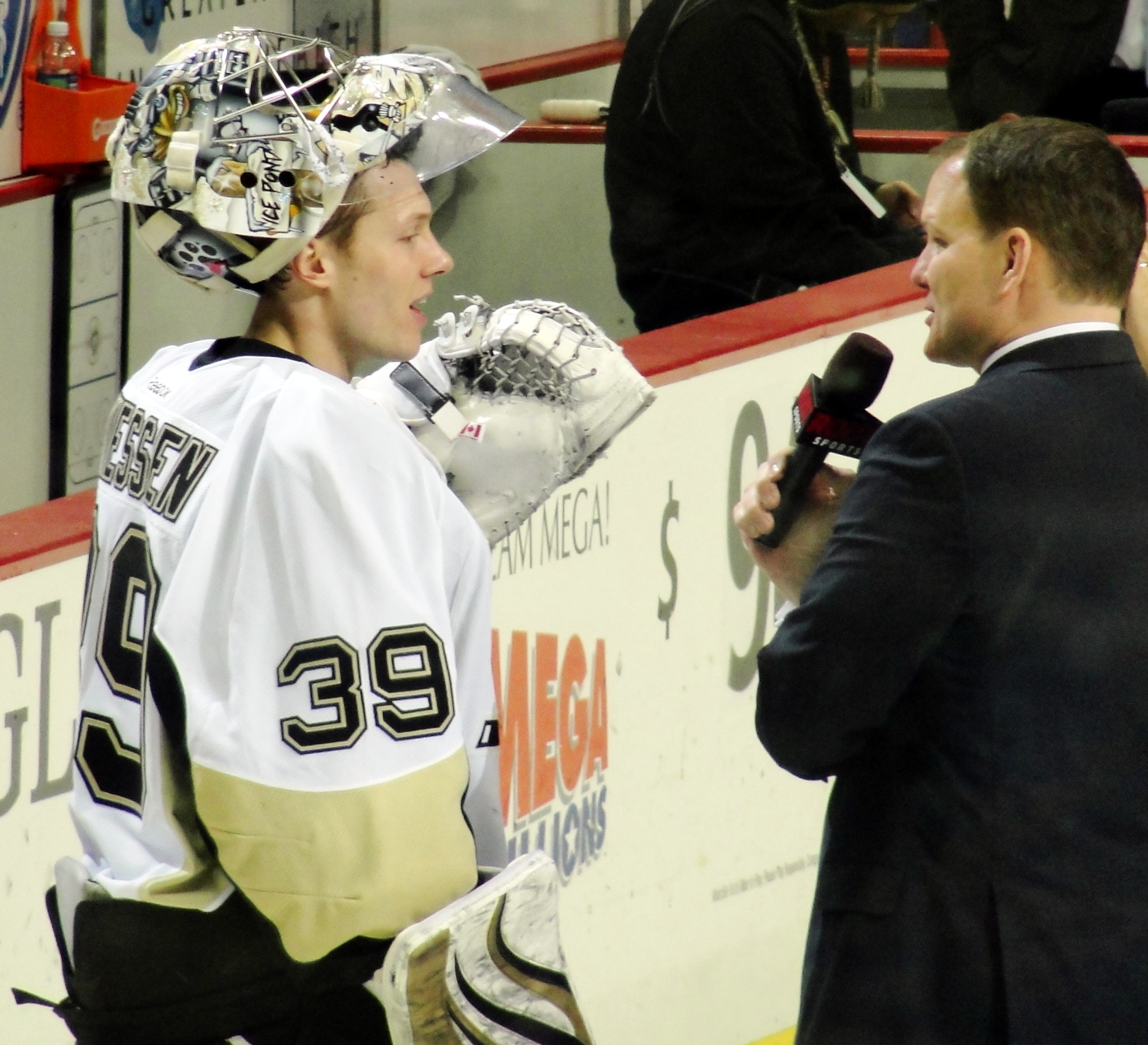
Thiessen nach seinem ersten Sieg in der NHL, Februar 2012

Thiessen, der nie gedraftet wurde, unterzeichnete im April 2009 als Free Agent einen Kontrakt bei den Pittsburgh Penguins aus der National Hockey League. Ab der Saison 2009/10 bildete er gemeinsam mit John Curry ein Torwartduo im Farmteam bei den Wilkes-Barre/Scranton Penguins in der American Hockey League. In derselben Saison kam der Kanadier auch zu zwölf Einsätzen für die Wheeling Nailers in der ECHL. Den endgültigen Durchbruch in der AHL schaffte Thiessen in der Saison 2010/11. Nach einer ausgezeichneten regulären Saison mit 35 Siegen und sieben Shutouts, beides neue Franchiserekorde der Wilkes-Barre/Scranton Penguins, beeindruckte der Schlussmann mit einer Fangquote von 94 Prozent und einem Gegentorschnitt von 1,67 in zwölf Partien der Playoffs. Dennoch scheiterte das Team in der zweiten Playoffrunde gegen die Charlotte Checkers. Zum Saisonende wurde der Torwart für seine Leistungen mit mehreren individuellen Auszeichnungen geehrt.
Im Juli 2013 entschied sich Thiessen für ein Engagement in Europa und wurde vom HIFK Helsinki unter Vertrag genommen. Nach nur acht Spielen für den HIFK stieg er einvernehmlich aus seinem Vertrag aus und wurde eine Woche später von den Norfolk Admirals aus der AHL bis zum Saisonende verpflichtet. Ab Anfang Juli 2014 stand Thiessen bei den Calgary Flames unter Vertrag, wobei er einen Zweiwege-Vertrag über ein Jahr Laufzeit erhielt. Diese gaben ihn vorerst an ihr damaliges Farmteam, die Adirondack Flames ab. Nach einem Jahr wechselte er zu den Lake Erie Monsters, die sich zur Saison 2016/17 in Cleveland Monsters umbenannten. Bei den Monsters kam er in den folgenden Jahren regelmäßig zum Einsatz, bevor er seine aktive Karriere im Juni 2021 für beendet erklärte und anschließend in den Trainerstab des Teams integriert wurde.

## Erfolge und Auszeichnungen
| - 2009 NCAA Hockey East First All-Star Team - 2009 NCAA Hockey East Player of the Year - 2009 NCAA New England D1 All-Stars - 2009 NCAA New England Most Valuable Player - 2011 Teilnahme am AHL All-Star Classic (verletzungsbedingte Absage) | - 2011 Aldege „Baz“ Bastien Memorial Award - 2011 Harry „Hap“ Holmes Memorial Award (gemeinsam mit John Curry) - 2011 AHL First All-Star Team - 2013 Harry „Hap“ Holmes Memorial Award (gemeinsam mit Jeff Zatkoff) |